# Frare d'elm
El frare d'elm (Philemon buceroides) és un ocell de la família dels melifàgids (Meliphagidae).

## Hàbitat i distribució
Habita boscos i manglars a les terres baixes de illes Petites de la Sonda (des de Lombok i Sumba cap a l'est fins Wetar i Timor), Nova Guinea, Melanèsia (a les illes Aru, Waigeo, Kofiau, Salawati, Batanta, Misool i Yapen), Melville, nord i nord-est d'Austràlia.

## Taxonomia
El Congrés Ornitològic Internacional, versió 11.1, 2021, considera que en realitat es tracta de tres espècies diferents, seguint Schodde et Mason (1999):
- Philemon buceroides (sensu stricto), de les illes petites de la sonda i nord i interior d'Austràlia.
- Philemon novaeguineae (Müller, S, 1842) - New Guinea Friarbird (frare de Nova Guinea), de Nova Guinea i Melanèsia.
- Philemon yorki Mathews, 1912 - Hornbill Friarbird (frare calau), del nord-est d'Austràlia.